# كاسبر كيسام
كاسبر كيسام (بالدنماركية: Kasper Kisum)‏ مواليد 20 أغسطس 1992، هو لاعب كرة يد دانمركي يلعب كظهير أيسر. يلعب حاليا مع نادي هانوفر بورغدورف لكرة اليد ويحمل الرقم 10.

## المسيرة الاحترافية
لعب مع نادي نورثزيلاند لكرة اليد في الدوري الدنماركي من سنة 2011 إلى 2013، ثم لعب مع نادي فلنسبورغ هاندفيت لكرة اليد في الدوري الألماني في سنة 2014، ثم لعب مع نادي سكاندربورغ لكرة اليد في الدوري الدنماركي في سنة 2015، ثم لعب مع نادي تي في بيتنفلد لكرة اليد في الدوري الألماني في موسم 2015-2016، ثم لعب مع نادي هانوفر بورغدورف لكرة اليد في سنة 2016.

## روابط خارجية
- كاسبر كيسام على موقع الاتحاد الأوروبي لكرة اليد (الإنجليزية)
- كاسبر كيسام على موقع الاتحاد الفرنسي لكرة اليد (الفرنسية)